# Jurki (powiat ostródzki)
Jurki (niem. Georgenthal) – wieś w Polsce położona w województwie warmińsko-mazurskim, w powiecie ostródzkim, w gminie Morąg.
W latach 1954–1968 wieś należała i była siedzibą władz gromady Jurki, po jej zniesieniu w gromadzie Morąg. W latach 1975–1998 miejscowość należała administracyjnie do województwa olsztyńskiego. Miejscowość leży w historycznym regionie Prus Górnych W latach 1945–1946 miejscowość nosiła nazwę Jurkowo.
Wieś wzmiankowana w dokumentach z roku 1402 i 1408, jako wieś czynszowa na 64 włókach. Pierwotna nazwa wsi – Jurgental. W roku 1782 we wsi odnotowano 58 domów (dymów), natomiast w 1858 w 111 gospodarstwach domowych było 785 mieszkańców. W latach 1937–1939 było 847 mieszkańców. W roku 1973 wieś należała do powiatu morąskiego, gmina i poczta Morąg.
W Jurkach stwierdzono po raz pierwszy obecność zmierzchnicy trupiej główki w województwie warmińsko-mazurskim. Jest to odnotowane najdalej na północ stwierdzenie tego gatunku w Polsce. 
Zameczna Góra (niem. Schloss Berg), pagórek (dawniej pruskie grodzisko), leżący na południe od wsi, w kierunku na jezioro Skiertąg.